# Fête de la Fédération

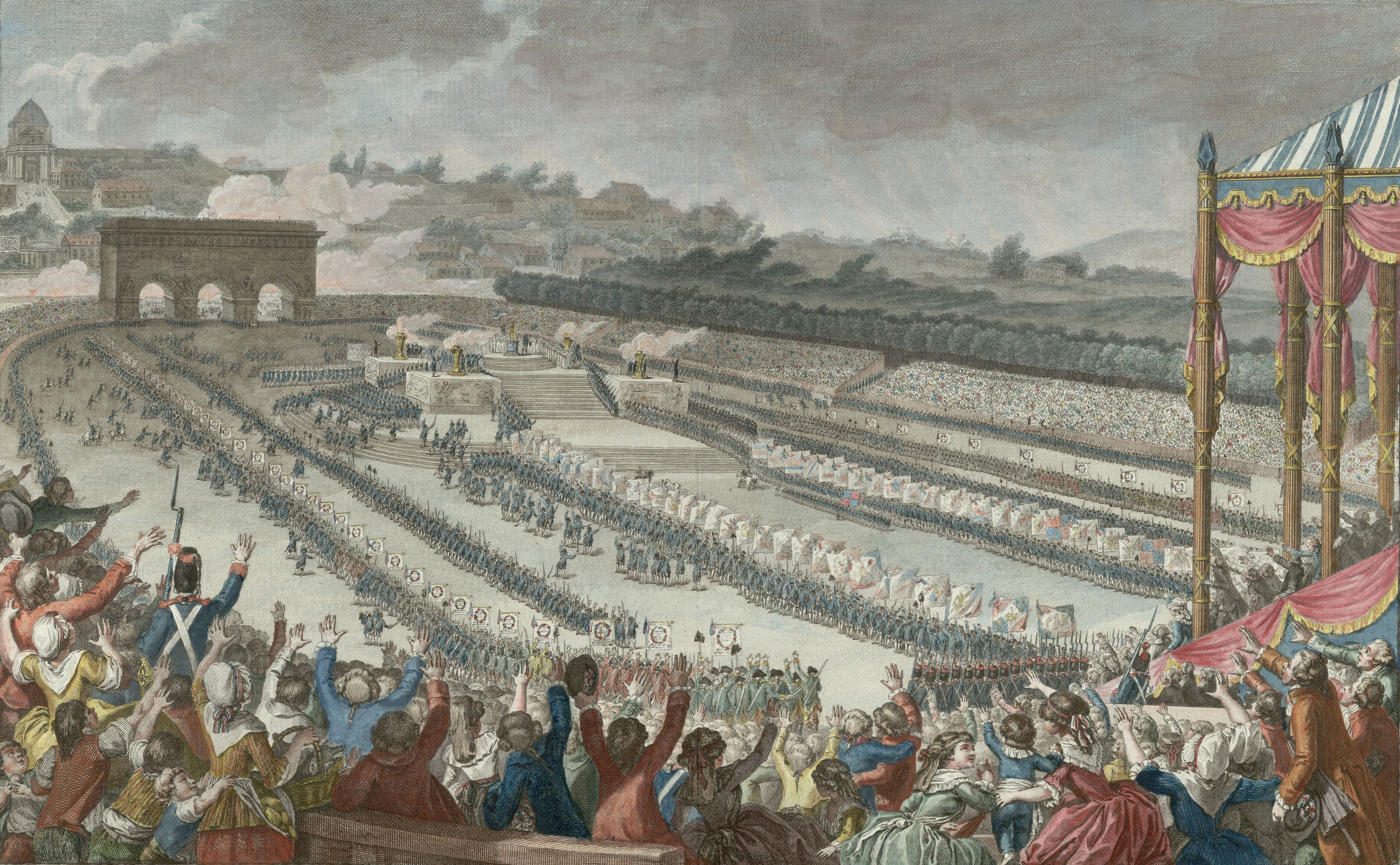
100000 fédérés de province parmi 400000 à 600000 Parisiens, au Champ-de-Mars pour la fête de la Fédération.

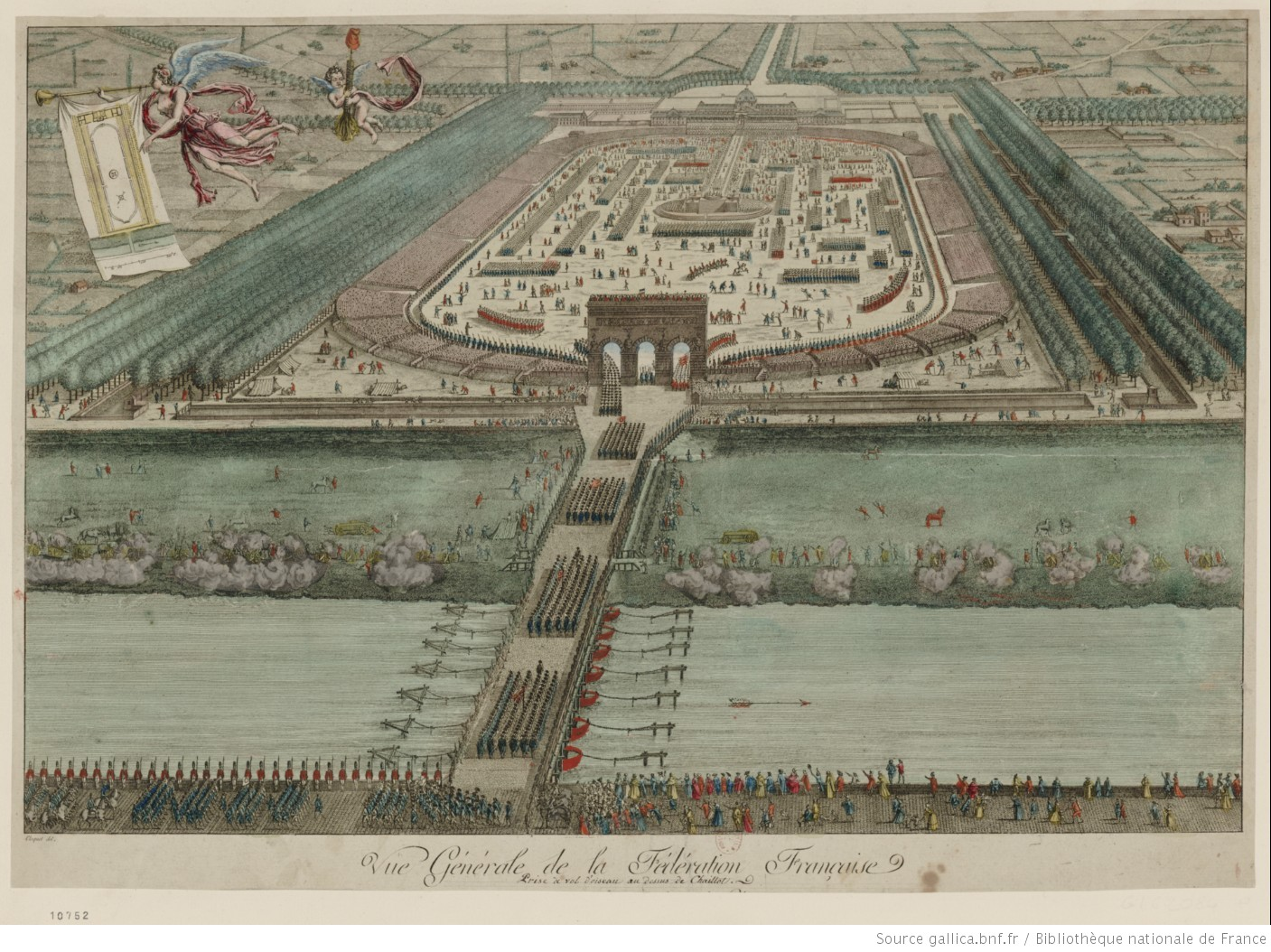
Fête de la Fédération par Jean-Baptiste Cloquet (1790).

La Fête de la Fédération est la fête célébrée le 14 juillet 1790, l'un des événements inauguraux et emblématiques de la Révolution française, sur le Champ-de-Mars, à Paris. Louis XVI, roi de France, assiste à cette fête et y prête serment à la Nation et à la loi dans un climat d'unité nationale, en présence des députés des 83 départements de l'époque.
Une seconde fédération a lieu le 14 juillet 1792, deux ans plus tard ; mais l'union et l'entraînement qui avaient marqué la première font déjà place à la méfiance. Pendant les Cent-Jours (1815), on tente de renouveler les anciennes fédérations à Paris et en Bretagne sans résultat.

## Fête de la réconciliation et de l’unité

### Origine
Un grand nombre de départements avaient institué des fêtes civiques pour la prestation du serment civique. Dans ces fêtes, la milice citoyenne, les gardes nationales des districts fraternisent avec les troupes de ligne.
Ce sont ces fêtes civiques spontanées qui inspirent l'idée d'une grande fête d'union nationale aux députés de l'Assemblée constituante et au marquis de La Fayette, homme de confiance du roi Louis XVI.

### Fête de la Fédération de Lyon, le 30 mai 1790
Le 30 mai 1790, la municipalité de Lyon organise une grande fête civique : les 28 bataillons de la garde nationale de Lyon et des délégations des départements voisins défilent et s'assemblent dans le « Grand-Camp », à l'extérieur de la ville dans la plaine des Brotteaux, où l'on a construit pour l'occasion un temple de la Concorde et un rocher surmonté par une statue de la liberté portant d'une main une pique surmontée du bonnet phrygien et de l'autre une branche d'olivier. Un vaste public est spectateur. Une messe est célébrée par le curé de la paroisse Saint-Georges, l'abbé Benoît-Nizier Servier. Le serment suivant est prononcé :

« Nous, députés des détachements des différentes gardes nationales rassemblées sous les murs de Lyon, pénétrés de l'importance de la mission sacrée qui nous a été confiée par nos commettants,
Jurons sur l'autel de la patrie, et en présence de l'Être suprême, de maintenir de tout notre pouvoir la Constitution du royaume, d'être fidèles à la nation, à la loi et au roi, d'exécuter et de faire exécuter les décrets de l'Assemblée nationale, sanctionnés ou acceptés par le roi.
Nous jurons d'être inviolablement attachés à ce grand principe de la liberté individuelle, de protéger les propriétés particulières et les propriétés déclarées nationales, d'assurer la perception de tous les impôts ordonnés pour le maintien de la force publique, d'entretenir la libre circulation des subsistances dans toute l'étendue du royaume, de maintenir, partout où nous serons appelés, l'ordre et l'harmonie, sans lesquels les sociétés se détruisent au lieu de se perpétuer.
Nous jurons enfin de regarder comme ennemis irréconciliables tous ceux qui tenteraient de porter atteinte à la nouvelle Constitution ; et nous reposant avec confiance sur la Providence qui soutient notre patriotisme, nous promettons de sacrifier nos fortunes et nos vies pour conserver à nos descendants cette liberté après laquelle nous soupirions depuis si longtemps. »

### Fête de la Fédération de Paris, le 14 juillet 1790

#### Aménagement du Champ-de-Mars

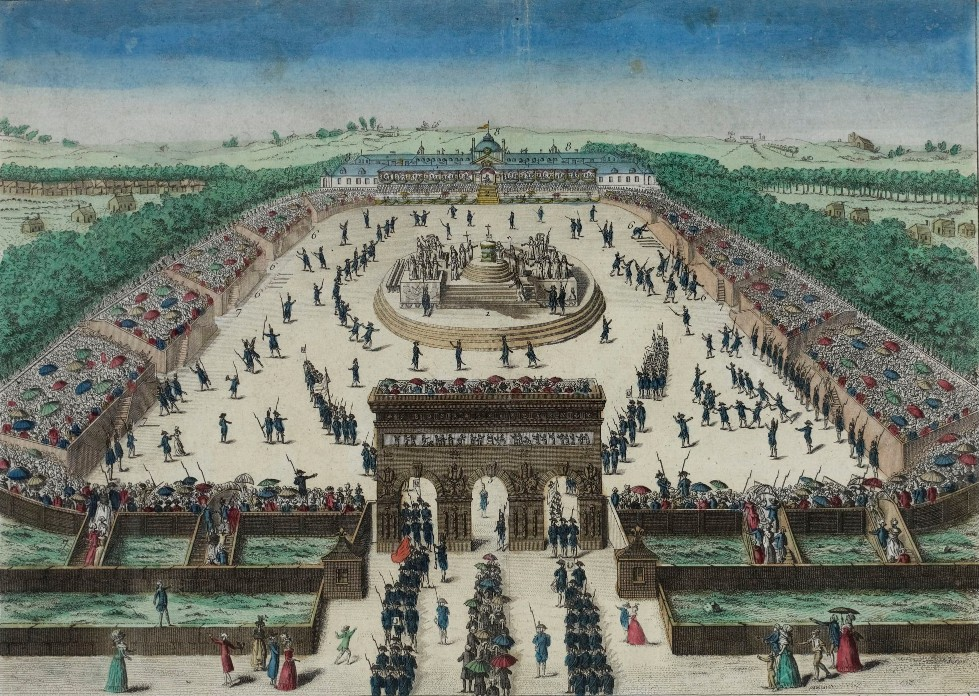
Fête de la Fédération, le 14 juillet 1790 au Champ-de-Mars, (musée de la Révolution française).

À l’imitation des fédérations régionales de gardes nationales qui commencent dans le Midi dès août 1789 et s’étendent à toute la France, La Fayette, commandant de la Garde nationale de Paris, fait organiser à Paris pour l’anniversaire de la prise de la Bastille une fête nationale de la Fédération.
Dès le 1er juillet 1790, 1 200 ouvriers commencent les travaux de terrassement. Ils sont nourris, mais mal payés et, quand on leur reproche leur lenteur, ils menacent de quitter le chantier[réf. nécessaire]. Il s’agit de transformer le Champ-de-Mars en un vaste cirque, d’une capacité de 100 000 spectateurs, au centre duquel doit s’élever l’autel de la patrie. On fait appel à la bonne volonté des Parisiens. Ils répondent en masse. Louis XVI vient de Saint-Cloud donner un coup de pioche, La Fayette, en manches de chemise, travaille comme un ouvrier. C'est bientôt une fourmilière humaine, où les ouvriers du faubourg Saint-Antoine côtoient les nobles, où les moines côtoient les bourgeois, où les courtisanes donnent la main aux dames des beaux quartiers. Les charbonniers, les bouchers, les imprimeurs viennent avec leurs bannières décorées de tricolore. On chante Ah ! ça ira et autres couplets patriotiques. Les soldats se mêlent aux gardes nationaux. On héberge les fédérés venus de la province ; ils sont au moins 50 000,.

#### Déroulement de la Fête de la Fédération

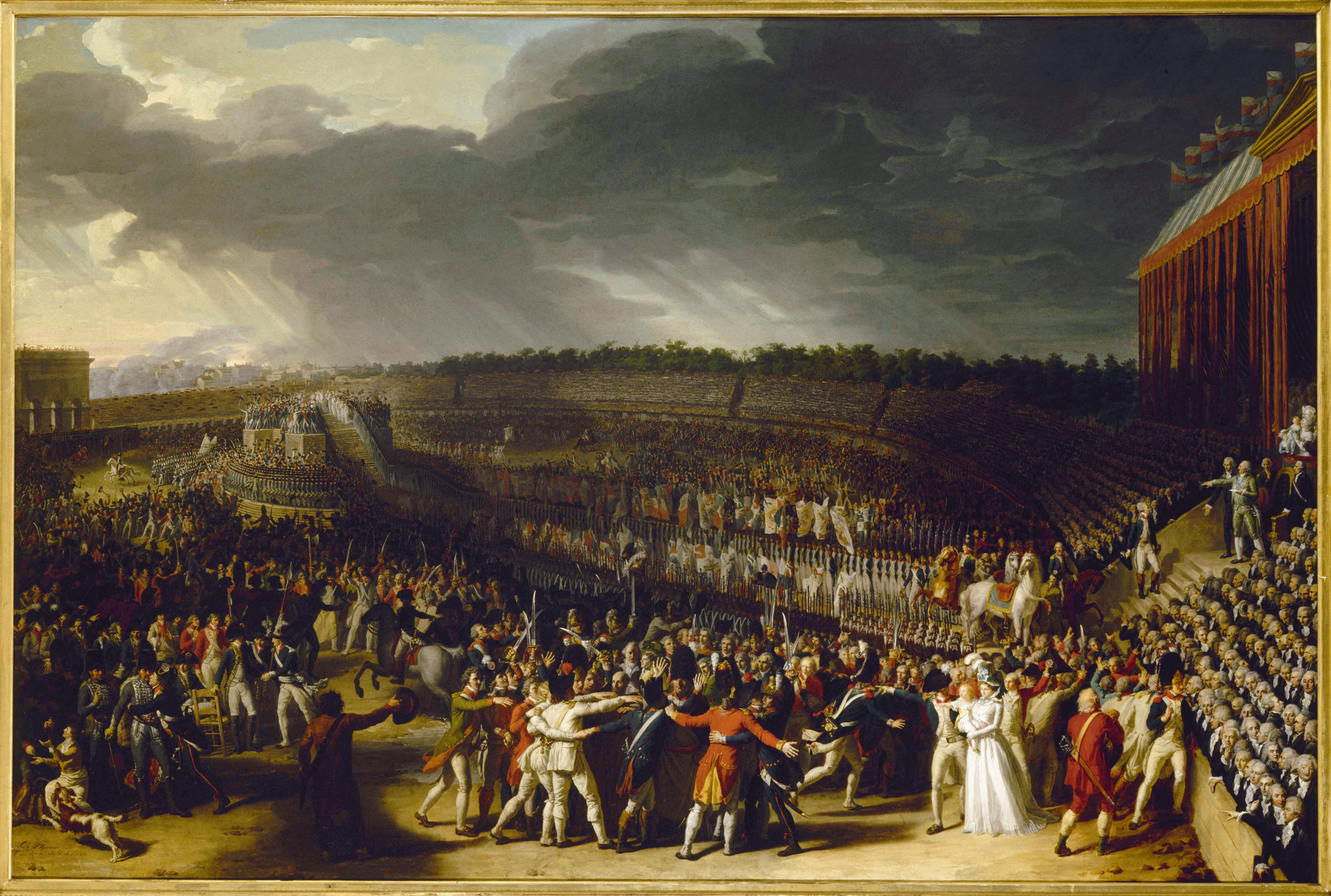
La fête de la Fédération, tableau de Charles Thévenin, musée Carnavalet.

La Fête de la Fédération a lieu le 14 juillet 1790, pendant la Révolution française, un an jour pour jour après la prise de la Bastille. Les fédérés défilent avec leurs tambours et leurs drapeaux ; ils sont 100 000, y compris ceux de Paris. Les Parisiens prennent place sur les talus qu’on a élevés autour de l’esplanade. Louis XVI arrive de Saint-Cloud et prend place dans le pavillon dressé devant l’École militaire. La participation de la foule est immense, très enthousiaste, malgré le mauvais temps.
La Fayette, commandant de la Garde nationale, en grand uniforme, arrive sur un cheval blanc et monte sur l’estrade. Il prête serment le premier, au nom des gardes nationaux fédérés : « Nous jurons de rester à jamais fidèles à la nation, à la loi et au roi, de maintenir de tout notre pouvoir la Constitution décrétée par l'Assemblée nationale et acceptée par le roi et de protéger conformément aux lois la sûreté des personnes et des propriétés, la circulation des grains et des subsistances dans l'intérieur du royaume, la prescription des contributions publiques sous quelque forme qu'elle existe, et de demeurer unis à tous les Français par les liens indissolubles de la fraternité ».

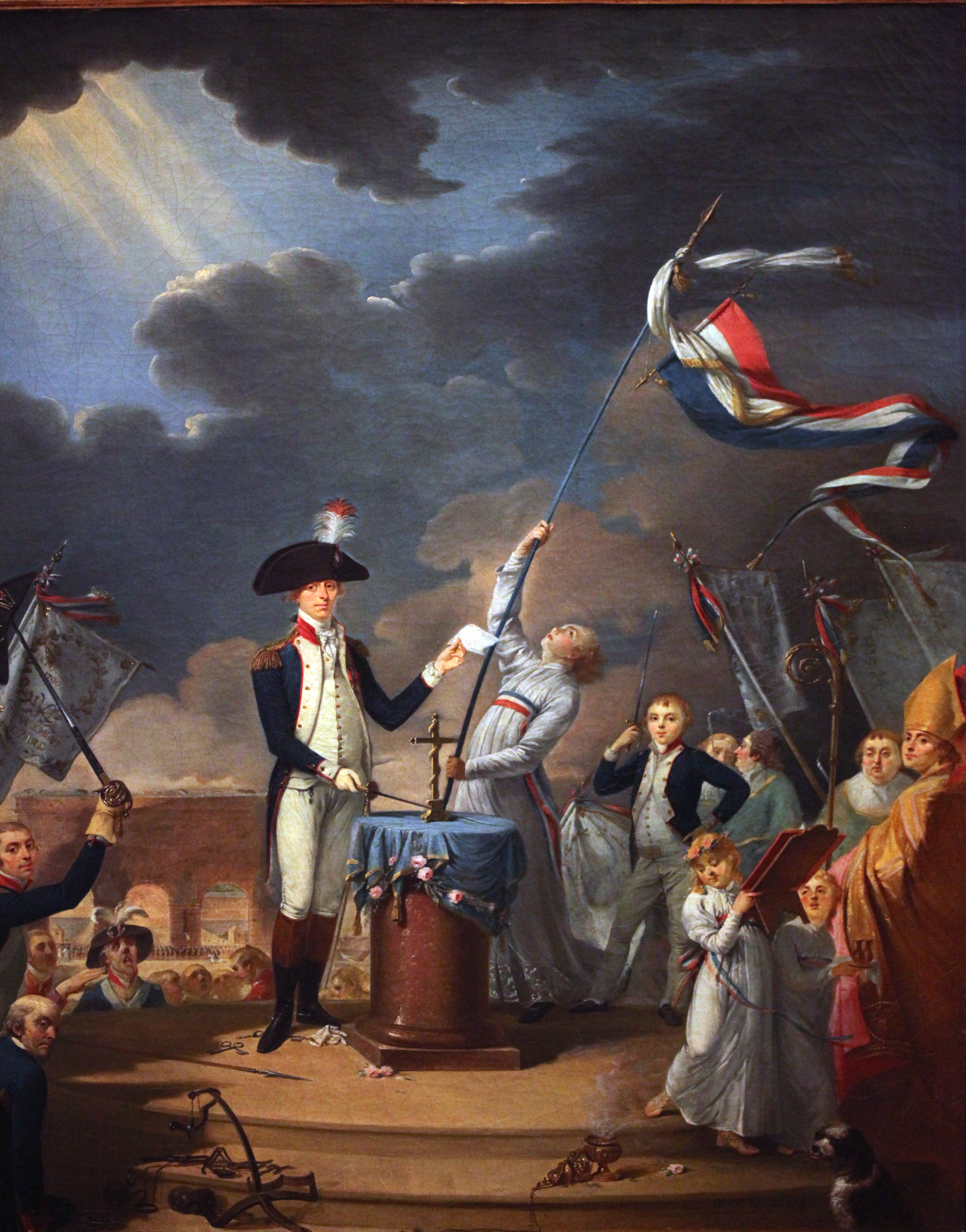
Serment de La Fayette à la Fête de la Fédération, (musée de la Révolution française).

Charles-Maurice de Talleyrand-Périgord, évêque d’Autun, célèbre la messe, entouré de 300 prêtres en surplis de cérémonie. En montant sur l'estrade, il aurait dit à La Fayette : « Par pitié, ne me faites pas rire ».
Puis c'est au tour du président de l'Assemblée de prêter serment au nom des députés et des électeurs.
Enfin, le roi prête à son tour serment de fidélité aux lois nouvelles : « Moi, roi des Français, je jure d'employer le pouvoir qui m'est délégué par la loi constitutionnelle de l'État, à maintenir la Constitution décrétée par l'Assemblée nationale et acceptée par moi et à faire exécuter les lois ».
La reine, se levant et montrant le Dauphin, déclare : « Voilà mon fils, il s'unit, ainsi que moi, aux mêmes sentiments ». Le Marquis de Ferrières se souvient que : « ce mouvement inattendu fut payé par mille cris de : vive le roi, vive la reine, vive Monsieur le dauphin ! »
La multitude prête serment et on entonne un Te Deum, puis on se sépare au milieu des embrassements et des vivats dont beaucoup s’adressent à Louis XVI. Ferrières raconte : « C’était un spectacle digne de l’observation philosophique que cette foule d’hommes venus des parties les plus opposées de la France, entraînés par l’impulsion du caractère national, bannissant tout souvenir du passé, toute idée du présent, toute crainte de l’avenir, se livrant à une délicieuse insouciance. »
À l’étranger, dans plusieurs villes, notamment à Hambourg, on célèbre l’anniversaire de la célèbre prise de la Bastille.

## Postérité

### Fête nationale française
Le 6 juillet 1880, il est décidé que le 14 juillet devient officiellement jour de la Fête nationale française, sur proposition du député Benjamin Raspail ; en souvenir de la prise de la Bastille, symbole de la fin de la monarchie absolue (le 14 juillet 1789), et de la fête de la Fédération (le 14 juillet 1790).

### Serment civique
La Fête de la Fédération institue le serment civique, inaugurant une série de serments républicains.

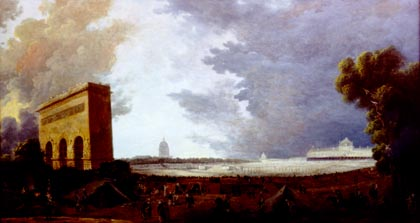
La fête de la Fédération, tableau d'Hubert Robert.

### Historiographie
L'historien Jules Michelet lui consacre deux longs chapitres de son Histoire de la Révolution française, contre un petit chapitre pour Edgar Quinet et quelques pages pour Adolphe Thiers.
Plus récemment, Mona Ozouf consacre un chapitre entier à cette seule fête dans La fête révolutionnaire, 1789-1799.

### Iconographie
La Fête de la Fédération a donné lieu à une importante iconographie : Hubert Robert, Charles Thévenin, François Louis Swebach-Desfontaines, Jean-François Janinet, Moreau le Jeune et Pierre-Antoine Demachy l'ont représentée.
Le mouvement fédéraliste « La Fédération » a coorganisé le 25 juin 2010 un colloque scientifique pour le 220e anniversaire de la Fête de la Fédération (14 juillet 1790),.